# 額帶金花鮨
額帶金花鮨，為輻鰭魚綱鱸形目鱸亞目鮨科的其中一種，分布於東大西洋的聖赫勒拿島海域，棲息深度可達110公尺，體長可達22公分，生活在珊瑚礁、岩礁海域，為底棲性魚類，屬肉食性，生活習性不明。